# Der Bockerer (1963)
Der Bockerer ist ein Fernsehfilm  aus dem Jahr 1963 unter der Regie von Michael Kehlmann.
Nach dem Erfolg des Theaterstücks Der Bockerer von Ulrich Becher und Peter Preses entschloss sich der ORF, das Stück als Fernsehfilm mit Fritz Muliar in der Hauptrolle zu verfilmen. Neben vielen anderen bekannten Schauspielern spielt Günther Haenel die Rolle des Herrn Knabe. Haenel war der Regisseur der Uraufführung des Bockerers an der Scala im Jahr 1948.

## Handlung
Der Film orientiert sich am Theaterstück von Becher und Preses und schildert das Leben des Wiener Fleischhauers Karl Bockerer ab dem Jahr 1938, als sein Sohn Hansi der Faszination der Nazis bereits erlegen ist und sein jüdischer Tarockpartner Rosenblatt die Stadt verlassen muss. Karl Bockerer entlarvt durch echte und vorgetäuschte Naivität die Verlogenheit des Regimes, dem er mehrmals nur knapp entgeht.

## Produktion
Die Verfilmung des Theaterstückes gleicht einem Fernsehspiel. Die Rollen wurden fast gänzlich mit Schauspielern aus dem Wiener Volkstheater besetzt, von denen viele unbekannt waren, und die Szenen wirken ebenso kulissenhaft wie im Theater – selbst die wenigen Situationen im Freien wurden im Studio gedreht.
Der Schwarz/Weiß-Film war ein großer Erfolg, geriet aber bald in Vergessenheit, denn er war weniger auf Unterhaltung ausgelegt: Kehlmann lag mehr daran, die Intention der Autoren umzusetzen, die das Stück als eine satirisch-kritische Posse im Stil von Hašeks Schwejk sahen.
Fritz Muliar war damals weitgehend unbekannt und eher Theaterbesuchern ein Begriff. Obwohl Die Abenteuer des braven Soldaten Schwejk erst Anfang der 1970er abgedreht wurden, glaubt man bei manchen Szenen in Muliar bereits den Schwejk zu erkennen. Hervorzuheben ist auch Carl Merz in der Rolle des Dr. Rosenblatt; Merz hatte kurz davor mit Helmut Qualtinger den legendären Herrn Karl geschrieben.